# Mobile Suit Gundam
Mobile Suit Gundam (яп. 機動戦士ガンダム, Kidō Senshi Gandamu), також відомий як First Gundam, Gundam 0079 або просто Gundam '79 — японський аніме-серіал, створений студією Nippon Sunrise. Автором і режисером серіалу є Йошіюкі Томіно. Прем’єра відбулася в Японії на телеканалі Nagoya Broadcasting Network та афілійованих станціях ANN 7 квітня 1979 року, а завершився показ 26 січня 1980 року, охопивши 43 епізоди. Це був перший серіал у франшизі Гандам, який згодом отримав численні продовження та спін-офи. Події відбуваються у футуристичному календарному році Універсального Століття 0079 і зосереджені на війні між Князівством Зеон та Земною Федерацією. Федерація представляє нового гігантського робота — RX-78-2 Гандам, пілотом якого стає підліток-механік-цивільний Амуро Рей.
У 1981 році серіал було перемонтовано для кінотеатрального прокату й розділено на три фільми. Дизайн персонажів створив Йошікадзу Ясухіко, а Куніо Окавара відповідав за дизайн техніки, включаючи однойменного гігантського робота RX-78-2 Гандам. Перший фільм вийшов 22 лютого 1981 року. Сам Томіно також написав трилогію романів, у яких переказано події серіалу. Крім того, двоє манґак створили дві адаптації серіалу у форматі манґи.
Попри низькі початкові рейтинги, які призвели до скасування серіалу, популярність Gundam зросла після появи моделей Ганпла від Bandai у 1980 році, повторних трансляцій та кінотеатрального релізу аніме. Це зрештою призвело до створення успішної й прибуткової медіа- та іграшкової франшизи. Серіал здобув славу як такий, що революціонізував жанр гігантських роботів завдяки зображенню мобільних костюмів як зброї на війні, а їхніх пілотів — як звичайних солдатів. Ці аспекти контрастували з попереднім стилем, де пілоти були героями, а їхні роботи — супергероями.

## Сюжет
Дія відбувається у вигаданому всесвіті (0079 рік Універсального Століття згідно з календарем Гандама), де Князівство Зеон оголошує про незалежність від Земної Федерації та розпочинає війну за незалежність, відому як Однорічна війна. Конфлікт безпосередньо вплинув на всі континенти Землі, майже на всі космічні колонії та поселення на Місяці. Хоча Зеон поступається розмірами, він має тактичну перевагу завдяки використанню нового типу гуманоїдної зброї — мобільних костюмів. Після загибелі половини людства та значної частини земної екосистеми, війна заходить у гірке безвихідне протистояння, яке триває понад вісім місяців.
Історія починається з прибуття новозадіяного бойового корабля Федерації, «Біла База», до секретної дослідницької бази в колонії Сайд 7, щоб забрати нову зброю Федерації. Однак за ними уважно стежать сили Зеону. Один з членів розвідувальної групи Зеону порушує накази і атакує колонію, вбивши більшість екіпажу Федерації та цивільних. У відчаї юний Амуро Рей випадково знаходить новітній прототип Федерації — RX-78 Гандам — і зуміє відбити напад Зеону. Зібравши все, що можуть, «Біла База» вирушає в подорож на виживання з нещодавно сформованим екіпажем із цивільних новобранців та біженців.
Під час подорожі члени «Білої Бази» неодноразово зустрічають лейтенанта-командира Зеону Чара Азнабля. Хоча він є противником Амуро в бою, Чар використовує їхнє становище як солдатів Федерації, щоб спрямувати їх проти членів родини Забі в рамках свого плану помсти, адже він — син засновника Зеону і людина, на честь якої названо націю. Амуро знайомиться з молодшою лейтенанткою Лалою Сун, у яку закохується, але випадково вбиває її в бою з Чаром. Під час штурму фортеці А Баоа Ку, коли війська Федерації намагаються розгромити Зеон, Амуро вступає в останню дуель із Чаром, і обидва звинувачують один одного в загибелі Лали. Зрештою Чар припиняє бій, згадавши про свого справжнього ворога, і вбиває останню з родини Забі — Кісілію. Після цього Амуро возз’єднується з товаришами, а війна добігає кінця. Гандам залишається покинутим, оскільки був виведений з ладу під час останнього бою.

## Виробництво

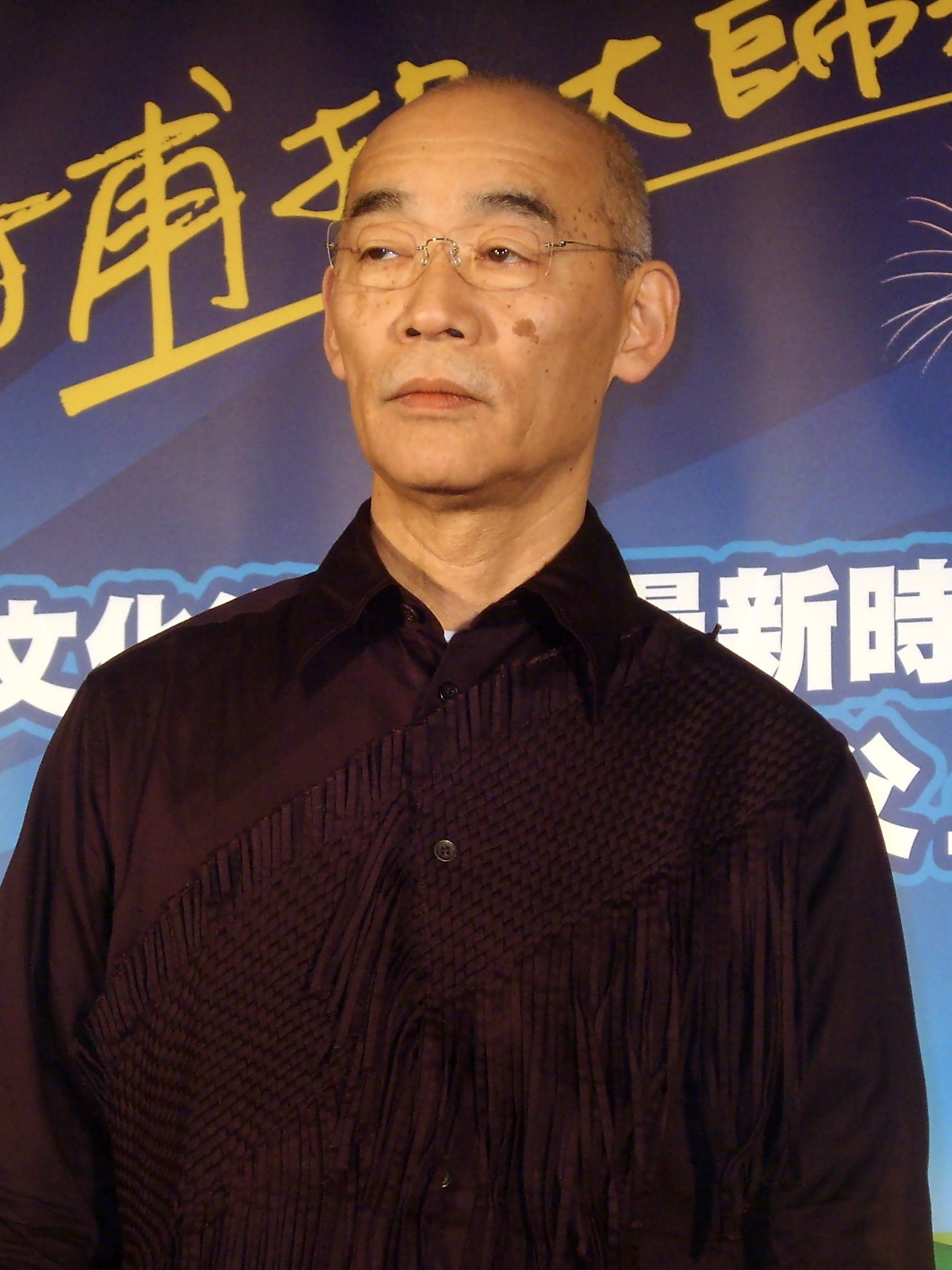
Режисер Йошіюкі Томіно використав серіал, щоб розповісти історію про війну.

«Мобільні костюми» з шоу були натхненні силовою бронею з роману «Зоряний десант» 1959 року. Їх задумували як людиноподібних роботів, які б приваблювали не лише дітей.
У попередніх серіалах, над якими працював Томіно, антагоністами були інопланетні агенти. Mobile Suit Gundam став його першою роботою, де головними ворогами були люди. Режисер зазначив, що хотів розповісти історію про війну. Він прагнув через мистецтво показати жахи японської воєнної агресії в Маньчжурії у 1939 році. Томіно не хотів перекручувати історію, а використовував сюжет, щоб змусити глядачів зіткнутися з трагічними реаліями війни. Спочатку режисер не бажав відкрито обговорювати послання свого твору, очікуючи, що кожен глядач зробить власні висновки. Крім того, він зазначив, що під час роботи над Gundam «виливав свої розчарування».
Томіно познайомився з механічним дизайнером Куніо Окаварою, коли вперше працював над двома телевізійними серіалами студії Sunrise. Йому сподобалася робота Окавари, і він запросив його до співпраці у своєму наступному проєкті. Спочатку аніме мало назву Gunboy, але згодом його перейменували на Mobile Suit Gundam. «Біла База», флагманський корабель екіпажу головних героїв, була спроєктована за методом трьох проєкцій Куніо Окаварою, проте цей дизайн не створювався спеціально для цього серіалу, адже він був запозичений із аніме Invincible Steel Man Daitarn 3. Ідея космічного авіаносця, за словами Томіно, частково була натхнена раннім науково-фантастичним аніме Space Battleship Yamato, фанатом якого він був. Спочатку корабель планували зробити більш реалістичного чорного кольору, але студія Sunrise наказала змінити його на білий; аналогічно було наказано змінити колір Гандама з сірого на білий, червоний, синій і жовтий. Режисер Томіно дуже негативно ставився до цих змін кольору і, побачивши нереалістичний, аеродинамічно невдало спроєктований дизайн після виходу серіалу, у інтерв’ю заявив, що такий дизайн ніколи не з’явився б у реальному світі, бо став би легкою здобиччю для винищувачів. Томіно тримав образу навіть через 10 років після прем’єри серіалу і в інтерв’ю для журналу Newtype в квітні 1989 року заявив, що уявні вороги Гандама — це студія Sunrise, спонсори та телевізійні канали.
Томіно порівнює машини з релігійною історією Японії, зокрема з поклонінням статуям Будди в храмах. Взаємозв’язок між пілотом і мобільним костюмом також порівнюють із Формулою-1, де гонщики залежать від своїх машин для досягнення мети. Щоб надати мехам швидких рухів, більшість боїв відбувалися в космосі, де мала діяти низька гравітація. Це призвело до появи космічних колоній як звичного сетингу. Щоб пояснити, як така молода людина, як Амуро, могла пілотувати Гандама, команда придумала концепцію Ньютайпів.

## Сприйняття, вплив та спадщина
Gundam не користувався популярністю під час першої трансляції і навіть ледь не був скасований. Спочатку серіал планували показувати 52 епізоди, але спонсори, серед яких була компанія Clover — оригінальний виробник іграшок до серіалу, скоротили їх до 39. Проте команда змогла домовитися про одномісячне продовження, і серіал завершився з 43 епізодами. Коли Bandai придбала права на виробництво пластикових моделей мех із серіалу, що було новим ринком порівняно зі старою лінійкою Chogokin від Clover, ситуація кардинально змінилася. З появою моделей Гандам популярність шоу почала стрімко зростати. Моделі продавалися дуже добре, серіал успішно демонструвався в повторних показах, а кінотеатральна збірка мала великий успіх. Глядачі очікували ще один серіал про суперроботів, але отримали Gundam — перший аніме у цілком новому жанрі Реального Робота. Аніме посіло друге місце в рейтингу журналу Wizard’s Anime Magazine серед «Топ-50 аніме, випущених у Північній Америці». У рейтингу 100 найкращих аніме, проведеному TV Asahi, Gundam посів 2-ге місце. Серіал вважають тим, що змінив концепцію японського робот-аніме і став поворотним моментом в історії японської аніме-культури.
Попри те, що оригінальний серіал Gundam вийшов у 1979 році, він досі пам’ятається і визнається серед фанатів аніме. Серіал революціонізував жанр меха-аніме, запровадивши новий жанр Реального Робота, і з часом став синонімом усього жанру для багатьох глядачів. Через це, наприклад, пародії на меха-жанр часто містять відсилки до Mobile Suit Gundam завдяки його миттєвій впізнаваності.
Серіал став першим переможцем премії Animage Anime Grand Prix у 1979 році та першій половині 1980 року. У рейтингу топ-100 аніме за версією Animage Gundam посів двадцять четверте місце. Журнал Wizard назвав цей серіал другим найкращим аніме всіх часів. До кінця 2007 року середній тираж кожного епізоду оригінального телевізійного серіалу становив 80 928 копій у всіх форматах (VHS, LD, DVD тощо). Перший набір DVD продався накладом понад 100 000 копій у перший місяць після виходу — з 21 грудня 2007 до 21 січня 2008 року. У рамках 30-річчя серії 11 березня 2009 року офіційно оголосили про проєкт Real-G — план зі створення Гандама у реальному масштабі 1:1 в Японії. Статую висотою 18 метрів завершили в липні 2009 року, вона була виставлена в одному з парків Токіо, а пізніше демонтувалася. Потім її відновили в префектурі Шідзуока, де вона простояла до березня 2011 року. У серпні 2011 року статую розібрали, а 19 квітня 2012 року встановили знову в Одайбі, Токіо. Вона стояла там разом із магазином «Gundam Front Tokyo» до березня 2016 року, коли її знову демонтували.
Більшість критичних відгуків про серіал пов’язана з його сетингом і персонажами. Джон Опплігер зазначає, що персонажі Амуро Рея, з яким могли легко ідентифікуватися молоді японці того часу, та Чар Азнабль, який був «просто [...] захопливим», значно сприяли популярності серіалу. Він також робить висновок, що «у багатьох аспектах аніме уособлює ностальгійні цінності, з якими асоціюється саме аніме». Серіал отримав схвальні відгуки від Anime News Network за те, як він зображує війну — Амуро стикається з травматичними моментами через те, що в процесі став солдатом, йому доводиться вбивати ворогів. Також серіал примітний тим, що антагоністами є люди іншої раси, а не злі створіння. Водночас анімація помітно застаріла, особливо в порівнянні з серіалами 2000-х років.
Творець меха-аніме Шоджі Каваморі навчався в Університеті Кейо одночасно з сценаристом «Макроссу» Хіроші Оноґі та дизайнером персонажів Харухіко Мікімото. Вони мали фан-клуб Mobile Suit Gundam під назвою «Gunsight One», яку пізніше використали як позивний містка космічного корабля SDF-1 у їхньому першому аніме-серіалі «Супервимірна фортеця Макросс». Насправді, цей аніме-серіал меха під час раннього розвитку був натхненний «Ґандамом» у багатьох аспектах. Гільєрмо дель Торо також називав цей серіал одним із впливів на створення фільму «Тихоокеанський рубіж».
Американський музикант Річі Котцен, колишній гітарист гуртів Poison і Mr. Big, у 2006 році в Японії випустив альбом під назвою Ai Senshi ZxR. Альбом складався з каверів на музику з серії Ґандам та оригінальних пісень. Американський музикант Andrew W.K. також випустив альбом під назвою Gundam Rock 9 вересня 2009 року в Японії. Альбом містить кавери на музику з серії Gundam на честь 30-річчя франшизи.
Наукова дослідницька база Mobile Suit Gundam високо оцінена у своїй сфері. Положення космічних колоній (сайд) на орбіті називаються точками Лагранжа і є реальними розв’язками задачі трьох тіл. Колонії створені за зразком циліндра О’Ніла для космічних поселень. Франшиза Гандам значною мірою сприяла популяризації циліндра О’Ніла в Японії.

## Нотатки
1. ↑  Автор і режисер серіалу Йошіюкі Томіно попросив видалити 15-й епізод з міжнародного релізу, оскільки вважав, що цей епізод не відповідає рівню решти аніме. Італія була єдиним регіоном, де цей епізод офіційно випустили поза Японією.